# Abske Fides
Abske Fides (lateinisch Ohne Glauben) ist eine 2003 gegründete Death-Doom- und Funeral-Doom-Band.

## Geschichte
Die Band Abske Fides wurde 2003 in São Paulo als Teil einer jungen Generation der südamerikanischen Extreme-Metal-Szene initiiert. Die Band veröffentlichte 2006 die Demo-CD Illness und 2009 die EPs Apart of the World über Ostra Records und Disenlightment über Beneath the Fog Productions. Diese ersten Veröffentlichungen blieben ohne weitreichende internationale Aufmerksamkeit. Erst das 2012 veröffentlichte selbstbetitelte Album, welches in Kooperation mit dem russischen Label Solitude Productions erschien, wurde international rezensiert und rezipiert. Die Besprechungen werteten das Album als durchschnittliche bis gute Veröffentlichung. Im gleichen Jahr erschien die von mehreren Labeln gemeinsam herausgegebene Zusammenstellung der beiden EPs, zwei Jahre später dann die über Bandcamp vertriebene Download-Single Terra Vazia sowie das erneut über mehrere kooperierende Label veröffentlichte Album O Sol Fulmina a Terra. Entgegen der Rezeption des Debütalbums blieb eine umfangreiche internationale Aufmerksamkeit für diese Veröffentlichungen aus.

## Ideologie
Aufgrund ihrer Texte wird die Band gelegentlich dem Black Metal beziehungsweise dem Black Doom zugeordnet. Gitarrist Frederico „Nihil“ beschreibt die Mitglieder der Band als Atheisten, die sich keiner Religionsgemeinschaft zuordnen. Entsprechend habe die christliche Kirche ebenso wie andere organisierte Religionsgemeinschaften keinen direkten Einfluss auf das Leben der Musiker oder ihre Musik ausgeübt. Demgegenüber beschreibt er die Texte als Produkt einer generellen Skepsis.

„Die Lieder von Abske Fides haben immer eine tiefe Skepsis gegenüber der Menschheit und ihren bisher aufgebauten Werten zum Ausdruck gebracht. Die einzige spirituelle oder religiöse Komponente in unseren Liedern ist also nur das Produkt unseres Unglaubens.“

## Stil
Das Webzine Doom-Metal.com beschreibt die von Abske Fides gespielte Musik als „dunkeln und kalten Doom/Death mit Funeral-Tendenzen.“ So sei die Musik repetitiv aber „immer einzigartig“, zugleich sei sie ebenso „schlicht und roh“ wie von einer Atmosphäre „absoluten Elends“ geprägt. Auch in einer für das Webzine Metal.de verfassten Rezension wird dem Debütalbum eine düstere und beklemmende Atmosphäre zugeschrieben.
Rezensenten ordnen die Musik ebenso dem Death Doom und Funeral Doom zu, verweisen dabei hinzukommend auf Einflüsse aus dem Black Metal, dem Post-Rock sowie dem Post-Metal. Als verordnender Vergleich wird in Besprechungen insbesondere auf Interpreten des frühen Gothic Metals wie My Dying Bride, des Post-Metals wie Neurosis und Dirge und des Funeral Dooms wie Shape of Despair und Reido verwiesen. Für das Webzine Chronicles of Chaos wird die Musik als „langsam und nachdenklich“ jedoch nuanciert umschrieben. Das Gitarrenspiel wird als „apokalyptisches Riffing mit der Energie gigantischer Flutwellen“ das mit „hochtönenden Soli und basslastigen Groove“ agiere und an Neurosis erinnere umschrieben. Die Nähe zu Neurosis setzte sich derweil in der Dynamik der Stücke fort. Ergänzend nutzt die Band für den Metal untypische Elemente, wie Sprachsamples und den Klang einer Violine, die im Kontrast zum sonst harschen Grundgerüst der Musik gesehen werden.

## Diskografie
- 2004: Illness (Demo; Selbstverlag)
- 2006: …Apart of the World (EP; Ostra Records)
- 2009: Disenlightment (EP; Beneath the Fog Productions)
- 2012: Abske Fides (Album; Solitude Productions)
- 2014: Disenlightment/…Apart from the World (Kompilation; Relics Discos, Matéria Negra Discos, Doberman Records, Cipreste Negro Records and Solitude Productions)
- 2016: Terra Vazia (Download-Single; Selbstverlag)
- 2016: O Sol Fulmina a Terra (Album; Solitude Productions, Hunter Records, The Metal Vox, Doberman Records, Matéria Negra Discos, Nuktemeron Productions, Odicelaf Prod)